# Mahjong Gakuen 2: Gakuen-chō no Fukushū
Mahjong Gakuen 2: Gakuen-chō no Fukushū (麻雀学園２ 学園長の復讐) est un jeu vidéo de Mah-jong développé par Face et sorti en 1989 sur système d'arcade Mitchell,.

## Série
1. Mahjong Gakuen: Sotsugyohen
2. Mahjong Gakuen 2: Gakuen-chō no Fukushū